# Кунденок, Геннадий Николаевич
Генна́дий Никола́евич Кундено́к (укр. Геннадій Миколайович Кунденок; 6 октября 1976, Комарово, Казахская ССР, СССР) — украинский футболист, полузащитник и тренер.

## Биография

### Клубная карьера
В 1994 году начал выступать за симферопольскую «Таврию». В Высшей лиге дебютировал 16 апреля 1994 года в матче против кременчугского «Кремня» (1:0). В сезоне 1993/94 стал финалистом Кубка Украины, а в сезоне 1994/95 полуфиналистом Кубка. В «Таврии» Геннадий Кунденок стал основным игроком, играя в команде вместе со своим братом Александром. Вторую половину сезона 2000/01 провёл в армянском «Титане», клуб выступал во Второй лиге Украины. Летом 2001 года вернулся в «Таврию» и сыграл 3 игры в Кубке Интертото против болгарского «Спартака» из Варны и французского «Пари Сен-Жермен». Летом 2002 года перешёл в новосозданный клуб «Севастополь», где тренером был Валерий Петров. В 2003 году полгода выступал за иванофранковское «Прикарпатье», а после снова выступал за «Севастополь». Зимой 2004 года перешёл в «Крымтеплицу» из Молодёжного. В команде стал основным игроком, зимой 2005 года завершил карьеру игрока.

### Карьера в сборной
Геннадий Кунденок принял участие в квалификации к молодёжному чемпионату Европы 1996 в Испании. Он сыграл 3 матча и забил 1 гол (сборной Эстонии) за молодёжную сборную Украины до 21 года.

### Карьера тренера
После завершения игровой карьеры, начал тренировать в симферопольском СДЮСШОР «Динамо-97».
С 2014 года работает детским тренером в клубе ТСК.

## Личная жизнь
Окончил Крымский филиал Запорожского университета. Его брат Александр, также играл в футбол на профессиональном уровне.

## Достижения
- Финалист Кубка Украины (1): 1993/94
- Полуфиналист Кубка Украины (1): 1994/95
- Победитель Второй лиги Украины (1): 2004/05
- Бронзовый призёр Второй лиги Украины (1): 2003/04